# Pseudovomer
A Pseudovomer a csontos halak (Osteichthyes) főosztályának a sugarasúszójú halak (Actinopterygii) osztályába, ezen belül a sügéralakúak (Perciformes) rendjébe és a tüskésmakréla-félék (Carangidae) családjába tartozó fosszilis halnem.

## Tudnivalók
A Pseudovomer minutus a mai közönséges bárdmakrélára (Selene vomer) hasonló késő miocén kori halfaj volt. Azon a helyen élt, ahol manapság Szicília fekszik.

## Rendszerezés
A nembe az alábbi faj tartozik:
- Pseudovomer minutus

### Fordítás
- Ez a szócikk részben vagy egészben  a   Pseudovomer című angol Wikipédia-szócikk fordításán alapul.  Az eredeti cikk szerkesztőit annak laptörténete sorolja fel. Ez a jelzés csupán a megfogalmazás eredetét és a szerzői jogokat jelzi, nem szolgál a cikkben szereplő információk forrásmegjelöléseként.